# Face of Beauty International 2018
La 7.ª edición  de Face of Beauty International, correspondiente al año 2018; tuvo lugar el 17 de septiembre en el City Park Resort de la ciudad de Nueva Delhi, India. Candidatas de 42 países y territorios autónomos compitieron por el título. Al final del evento Tanisa Panyapoo – Face of Beauty International 2017 – de Tailandia, coronó a Myint Mo May, de Myanmar, como su sucesora.

## Resultados
| Posiciones                        | Candidata |
| --------------------------------- | --- |
| Face of Beauty International 2018 | - Myanmar - Myint Mo May |
| Primera Finalista                 | - Letonia - Linda Novika |
| Segunda Finalista                 | - Nicaragua - Geyssell Lined García Navarrete |
| Tercera Finalista                 | - India - Diksha Dhyani |
| Cuarta Finalista                  | - Filipinas - Rosantonette Igama Mendoza |
| Top 10                            | - Benelux - Amandine Bonehill - Ecuador - Gislayne María Portilla - Panamá - Nazli Selena Gómez Escobar - Suiza - Emilie Bovier - Tonga - Ana Tonga Tangi-Kihe Meesi He |

### Teen Face of Beauty International
| Posiciones                             | Candidata                               |
| -------------------------------------- | --------------------------------------- |
| Teen Face of Beauty International 2018 | - Benelux - Amandine Bonehill           |
| Primera Finalista                      | - Suiza - Emilie Bovier                 |
| Segunda Finalista                      | - Ecuador - Gislayne María Portilla     |
| Tercera Finalista                      | - Tonga - Ana Tonga Tangi-Kihe Meesi He |
| Cuarta Finalista                       | - Panamá - Nazli Selena Gómez Escobar   |

## Premios Especiales
| Título                      | Candidata                                     |
| --------------------------- | --------------------------------------------- |
| I AM ME                     | - Canadá - Arshin Masjoudi                    |
| Mejor en Entrevista         | - Sudáfrica - Lesego Khumo Nyathela           |
| Mejor en Talento            | - Indonesia - Ellen Rachel Aragay             |
| Mejor en Traje Nacional     | - Panamá - Nazli Selena Gómez Escobar         |
| Mejor en Traje de Baño      | - Nicaragua - Geyssell Lined García Navarrete |
| Mejor en Traje de Noche     | - Filipinas - Rosantonette Igama Mendoza      |
| Miss Fotogénica             | - Suiza - Emilie Bovier                       |
| Miss Mejor Cuerpo           | - Siberia - Kristina Larchencko               |
| Miss Salud y Forma Física   | - Ucrania - Olga Barbosova                    |
| Miss Simpatía               | - Zambia - Cynthia Sakala                     |
| Premio Popularidad en Línea | - Myanmar - Myint Mo May                      |

- Nota: Ganadoras según la página web oficial del concurso y referencias externas.[2]

## Candidatas
42 candidatas compitieron por el título:
(En la tabla se utiliza su nombre completo, los sobrenombres van entrecomillados y los apellidos utilizados como nombre artístico, entre paréntesis; fuera de ella se utilizan sus nombres «artísticos» o simplificados).
| País/Territorio | Candidata                       |
| --------------- | ------------------------------- |
| Armenia         | Yana Grigoryan                  |
| Bélgica         | Rani Linseele                   |
| Benelux         | Amandine Bonehill               |
| Borneo          | Alya Iman                       |
| Brasil          | Amanda Cordoni                  |
| Canadá          | Arshin Masjoudi                 |
| China           | Satine Liu                      |
| Corea del Sur   | Shin Ye-jee                     |
| Dinamarca       | Helene Skovsgaard Hansen        |
| Ecuador         | Gislayne María Portilla         |
| Egipto          | Ranin Mohamed                   |
| Estonia         | Andriana Tsupova                |
| Etiopía         | Wastina Kassahun                |
| Filipinas       | Rosantonette Igama Mendoza      |
| Finlandia       | Marika Eerola                   |
| Ghana           | Nura Ladi Mohammed              |
| India           | Diksha Dhyani                   |
| Indonesia       | Ellen Rachel Aragay             |
| Kazajistán      | Olga Kramarenko                 |
| Laos            | Angelina Manilai Sayavong Ojala |
| Letonia         | Linda Novika                    |
| Lesoto          | Thabelo Ngatane                 |
| Malasia         | Saitissyha Kunasekaran          |
| Myanmar         | Myint Mo May                    |
| Nepal           | Priya Rani Lama                 |
| Nicaragua       | Geyssell Lined García Navarrete |
| Nueva Zelanda   | Simran Madan                    |
| Panamá          | Nazli Selena Gómez Escobar      |
| Polonia         | Agnieszka Kowacz                |
| Puerto Rico     | Yomara Beltrán Ruiz             |
| Rusia           | Anna Golovkina                  |
| Samoa           | Tyana Jane                      |
| Siberia         | Kristina Larchencko             |
| Singapur        | Tania Tan Yi Rong               |
| Sri Lanka       | Minelle Perera                  |
| Sudáfrica       | Lesego Khumo Nyathela           |
| Suecia          | Jenny Evelina Cornelia Wulff    |
| Suiza           | Emilie Bovier                   |
| Tailandia       | Chinthita Vilailak              |
| Tonga           | Ana Tonga Tangi-Kihe Meesi He   |
| Ucrania         | Olga Barbosova                  |
| Zambia          | Cynthia Sakala                  |

## Datos acerca de las delegadas
- Algunas de las delegadas de Face of Beauty International 2018 participaron en otros certámenes internacionales de importancia:
  - Yana Grigoryan (Armenia) participó sin éxito en Miss Cosmopolitan World 2017.
  - Helene Skovsgaard Hansen (Dinamarca) participó sin éxito en Supermodel Internacional 2017 y Miss Tourism Queen International 2018.
  - Wastina Kassahun (Etiopía) fue cuartofinalista en Miss Model of the World 2019.
  - Marika Eerola (Finlandia) participó sin éxito en Miss Eco Internacional 2019.
  - Linda Novika (Letonia) fue segunda finalista en Miss Europa 2019.
  - Priya Rani Lama (Nepal) fue ganadora de Miss Cosmopolitan World 2019.
  - Geyssell Lined García Navarrete (Nicaragua) participó sin éxito en el Reinado Internacional del Café 2020.
  - Simran Madan (Nueva Zelanda) fue Miss Teen Tourism Globe en Miss Teen Tourism 2019 y participó sin éxito en Miss Tierra 2022.
  - Agnieszka Kowacz (Polonia) fue cuartofinalista en Miss Multiverse 2017 y participó sin éxito en Miss Aura Internacional 2020.
  - Tania Tan Yi Rong (Singapur) participó sin éxito en Miss Mermaid Internacional 2017 y Miss Grand Internacional 2018, en este último representando a Taiwán.
  - Minelle Perera (Sri Lanka) participó sin éxito en Miss Supermodel Worldwide 2022.
  - Jenny Evelina Cornelia Wulff (Suecia) participó sin éxito en Miss Supranacional 2018.
  - Chinthita Vilailak (Tailandia) participó sin éxito en Miss Landscapes Internacional 2019.
  - Cynthia Sakala (Zambia) participó sin éxito en Jewel of the World 2019.

## Sobre los países en Face of Beauty International 2018

### Naciones debutantes
| - Armenia - Benelux - Borneo - Etiopía - Ghana | - Laos - Letonia - Nicaragua - Polonia |

### Naciones que regresan a la competencia
Compitió por última vez en 2013:
- Brasil

Compitió por última vez en 2015:
- Panamá

Compitieron por última vez en 2016:
- Canadá
- China
- Kazajistán
- Myanmar
- Nueva Zelanda
- Samoa
- Singapur
- Suiza

### Naciones ausentes
| - Australia - Baskortostán - Bielorrusia - Escocia - España - Estados Unidos - Gales - Inglaterra - Irlanda | - Kenia - México - Moldavia - Namibia - Países Bajos - República Centroafricana - Tayikistán - Uzbekistán |